# 하녀 (2010년 영화)
《하녀》는 임상수 감독의 스릴러 영화이다. 이 영화는 김기영 감독이 1960년에 발표한 영화 《하녀》를 리메이크한 것으로, 2010년 칸 영화제 공식 경쟁 부문에 초청되었다.

## 줄거리
은이는 가정 형편이 좋지 않아 훈의 집에 하녀로 들어간다. 훈의 집에는 훈과 쌍둥이를 임신한 만삭의 해라와 딸 나미가 있었다. 은이는 선배 하녀 병식과 하녀 생활을 한다. 어느날 밤, 은이는 하룻밤의 실수로 훈의 아이를 가져 버렸다. 은이는 선배 하녀에게 이를 전하고, 선배 하녀의 말을 엿들은 해라의 어머니는 아이를 없애는 약을 은이의 한약 속에 넣고, 은이는 목욕을 하다 복통을 호소하며 피를 토한다. 은이는 은이의 아이가 낙태된 것을 알고 슬퍼하며 복수를 다짐한다. 약 1년 후 은이는 다시 훈의 집에 나타나 훈의 가족이 보는 앞에서 "나...잊지마"라는 말을 남기며 목에 줄을 맨 채 2층에서 뛰어내린다.

## 등장 인물
- 전도연 : 은이
- 이정재 : 훈
- 윤여정 : 병식, 선배 하녀
- 박지영 : 미희, 해라의 어머니
- 서우 : 해라, 훈의 아내
- 안서현 : 나미, 훈의 딸

## 같이 보기
- 대한민국 영화
- 2010년 대한민국의 영화 목록